# Велико херцогство Франкфурт
Великото херцогство Франкфурт (на немски: Großherzogtum Frankfurt; на френски: Grand-duché de Francfort) съществува от 1810 до 1813 г. в Рейнския съюз с площ от 5160 км² и 302 000 жители (1810). Неговата резиденция е Ашафенбург.

## Основаване и управление
На 19 февруари 1810 г. Наполеон I подписва държавен договор, с който се основава Великото херцогство. Той назначава Карл Теодор фон Далберг, последният архиепископ на Майнц и курфюрст за велик херцог на Франкфурт (1810 – 1813).
Херцогството се състои от бившите имперски градове Франкфурт на Майн и Вецлар, Княжество Ашафенбург, Фулда и Ханау. Великият херцог отстъпва Регенсбург на Бавария; за негов наследник е назначен Йожен дьо Боарне.
На 16 август 1810 г. се въвежда нова Конституция на Великото херцогство по образец на Наполеоновия кодекс (Code Civil). Далберг премахва крепостничеството, реформира училищната система и издава закон за еманципацията на евреите. Далберг напуска Великото херцогство на 30 септември 1813 г. и се отказва от трона на 28 октомври в полза на доведения син на Наполеон Йожен дьо Боарне.
След битката при Лайпциг (16 – 19 октомври 1813) и Виенския конгрес (1814 – 1815) Великото херцогство се разпада. Фулда и Ханау отиват към Хесен-Касел, Ашафенбург в Бавария, Вецлар в Прусия. Град Франкфурт става отново свободен град.

## Галерия
- Герб: 1. Франкфурт; 2. Ашафенбург; 3. Фулда; 4. Ханау; в средата: Фамилия Далберг
- Франкфуртски войски 1807
- Франкфуртски войски 1809

## Личности
- Карл Христиан Ернст фон Бентцел-Щернау (1767 – 1849) – от 1811 г. финансов и държавен министър